# Krumegg
Krumegg è una frazione di 1 450 abitanti del comune austriaco di Sankt Marein bei Graz, nel distretto di Graz-Umgebung (Stiria). Già comune autonomo, il 1º gennaio 2015 è stato aggregato a Sankt Marein bei Graz assieme all'altro ex comune di Petersdorf II.